# Valerio Cigoli

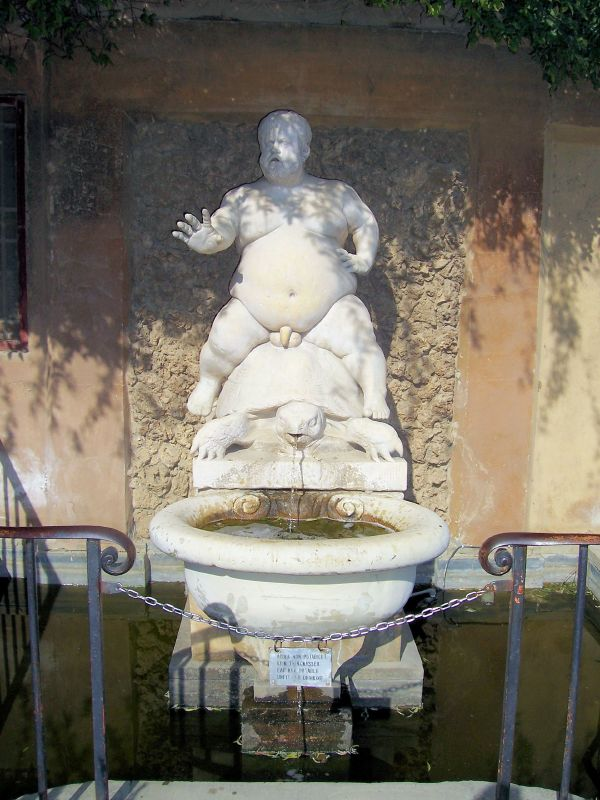
Fontána del Bacchino, Boboli, Florencie

Valerio Cigoli nebo také Cioli di Simone (1529, Settignano – 29. prosince 1599, Florencie) byl italský renesanční sochař, syn sochaře Simone da Settignano.
Jeho nejznámějším dílem je Fontána del Bacchino, která se nachází v zahradách Boboli, blízko vchodu u piazza Pitti ve Florencii. Zpodobňuje dvorního trpaslíka Cosima I. jako Bakchuse. V zahradách Boboli se nacházejí ještě dvě díla, na kterých spolupracoval s Giovanni Simone Cioli: Uomo che vanga a fontána Uomo che scarica il secchio in un tino.
Dále vytvořil bronzovou sochu Satyr s lahví, nyní v Bargellu a sochu, která je personifikací Malířství, Sochařství a Architektury na náhrobku Michelangela Buonarroti v kostele Santa Croce.

## Galerie

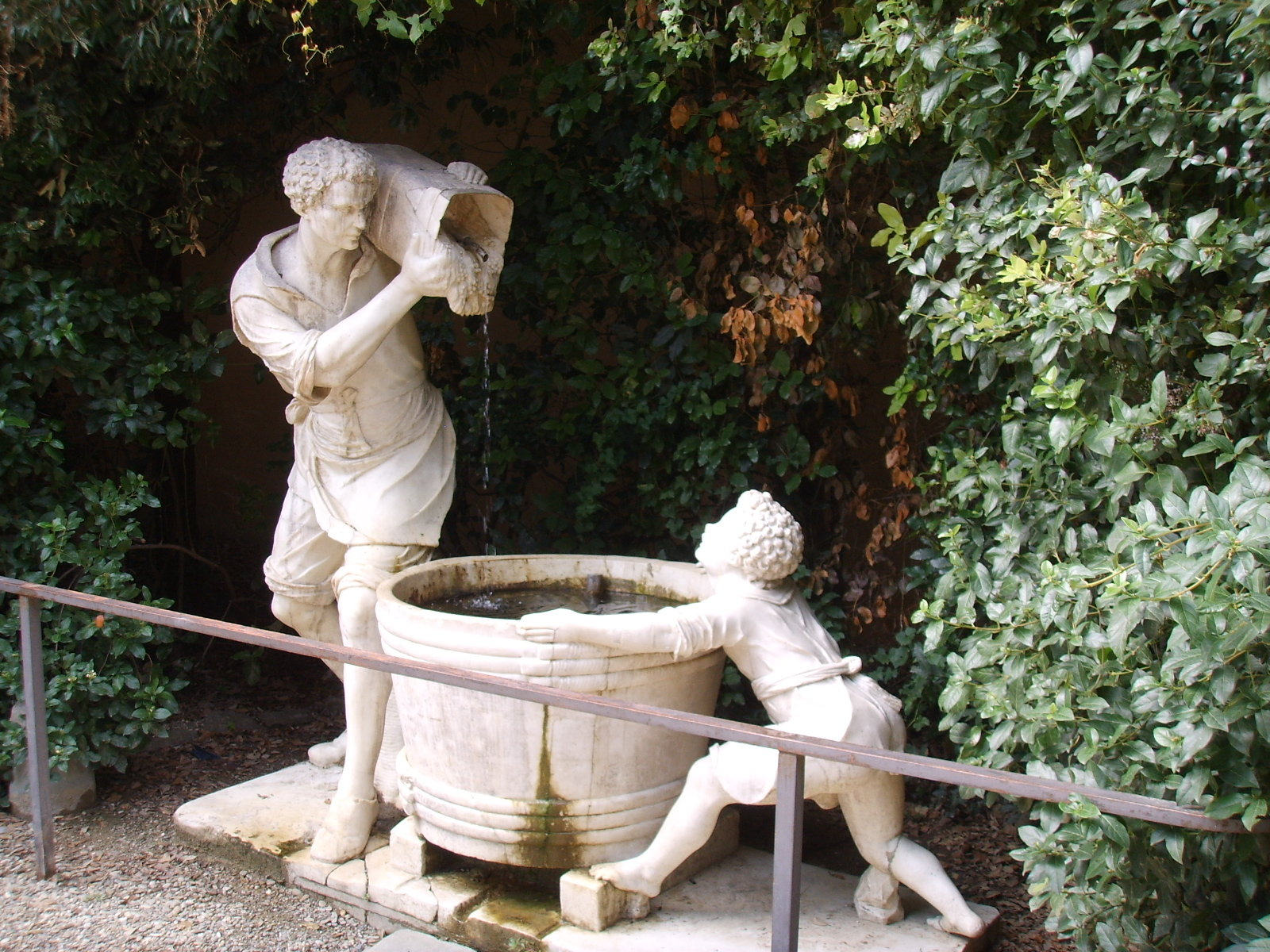
Fontána dell'Uomo che scarica il secchio in un tino, Boboli
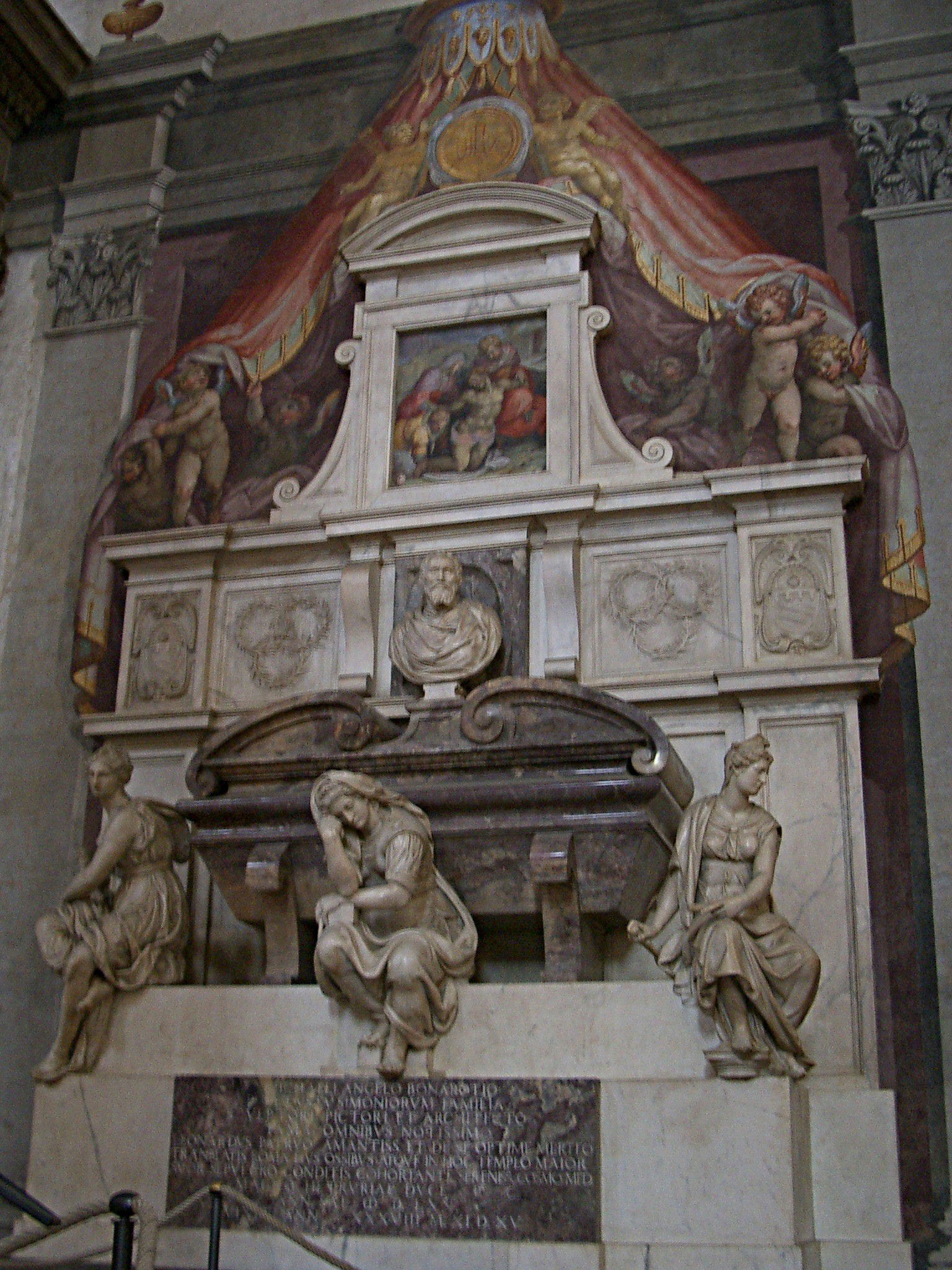
Michelangelův náhrobek
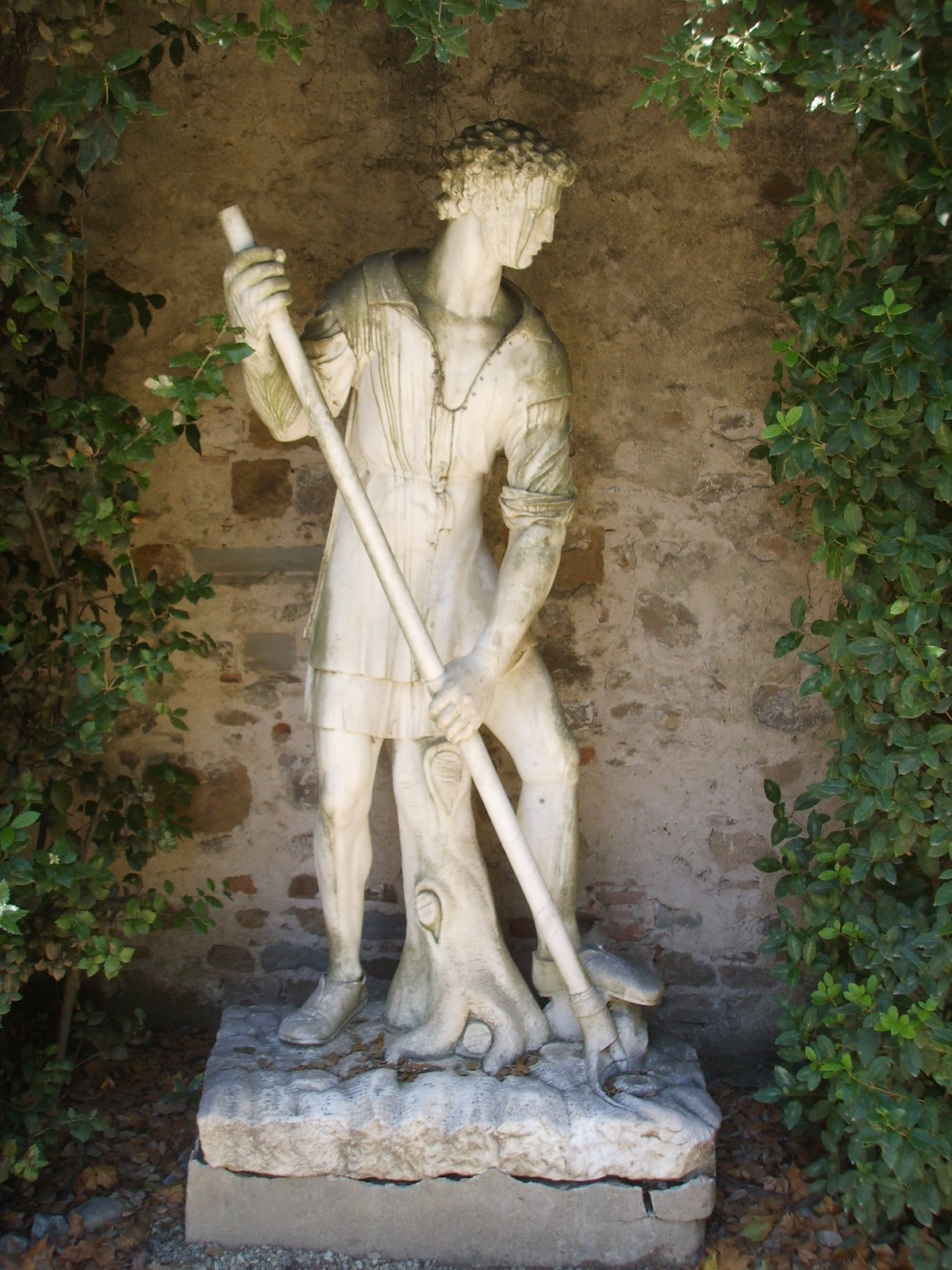
Kopáč, Boboli